# 바라밀 (드라마)
《바라밀》은 한국방송공사 1TV 특집드라마이다.

## 제작진
- 극본 : 박구홍
- 연출 : 박진수

## 출연진
- 김갑수
- 남주희
- 박근형
- 백수련
- 사미자
- 정동환